# (5846) Hessen
(5846) Hessen ist ein Asteroid im Hauptgürtel, der am 11. Januar 1989 vom deutschen Astronomen Freimut Börngen am Observatorium Tautenburg (IAU-Code 033) in Thüringen entdeckt wurde.
Benannt wurde der Asteroid nach dem Land Hessen, parlamentarische Republik und teilsouveräner Gliedstaat der Bundesrepublik Deutschland, das im Norden an Niedersachsen, im Westen an Nordrhein-Westfalen und Rheinland-Pfalz, im Osten an Bayern und Thüringen sowie im Süden an Baden-Württemberg grenzt.